# 19568 Rachelmarie
19568 Rachelmarie este un asteroid din centura principală de asteroizi.

## Descriere
19568 Rachelmarie este un asteroid din centura principală de asteroizi. A fost descoperit pe 18 mai 1999 la Socorro, New Mexico, în cadrul proiectului LINEAR. Asteroidul prezintă o orbită caracterizată de o semiaxă mare de 2,29 ua, o excentricitate de 0,16 și o înclinație de 3,8° în raport cu ecliptica.